# Fritz Schär
Fritz Schär   (Wagenhausen, 13 de març de 1926 - Frauenfeld, 29 de setembre de 1997), també escrit Schaer, va ser un ciclista suís que fou professional entre 1947 i 1958.
Va ser una de les figures més notables del ciclisme suís dels anys cinquanta, al costat de Ferdi Kübler i Hugo Koblet. El 1950 fou el primer suís a vestir el mallot rosa del Giro d'Itàlia abans de guanyar, tres anys més tard, la primera edició de la classificació per punts del Tour de França. En el seu palmarès també destaquen dues victòries d'etapa al Giro d'Itàlia, dues al Tour de França, el Campionat de Suïssa en ruta de 1953 i el Campionat de Zúric de 1949 i 1950.

## Palmarès
- 1948
  - 1r del Critèrium de Basilea
- 1949
  - 1r del Campionat de Zúric
  - 1r al Tour del llac Léman
  - 1r a l'A través de Lausana
  - Vencedor d'una etapa a la Volta a Suïssa
- 1950
  - 1r del Campionat de Zúric
  - Vencedor d'una etapa al Giro d'Itàlia
- 1951
  - 1r del Critèrium de Berna
  - 1r del Critèrium de Balsthal
  - Vencedor d'una etapa de la Volta a Alemanya
- 1952
  - 1r del Tour dels 4 Cantons
  - 1r del Critèrium de Balsthal
  - Vencedor d'una etapa al Giro d'Itàlia
  - Vencedor d'una etapa de la Volta a Suïssa
- 1953
  -  Campió de Suïssa en ruta
  -  Campió de Suïssa de mig fons
  - Vencedor d'una etapa de la Volta a Suïssa i 1r de la classificació de la muntanya
  - Vencedor de 2 etapes al Tour de França.  1r de la classificació per punts
- 1954
  - 1r del Tour del Nord-oest
  - 1r del Critèrium de Bienne
  - 1r del Critèrium de Balsthal
  -  Medalla de plata al Campionat del Món de ciclisme
- 1955
  - Vencedor d'una etapa de la Volta a Suïssa
- 1956
  - Vencedor d'una etapa de la Volta a Suïssa i del premi de la regularitat

### Resultats al Giro d'Itàlia
- 1949. 14è de la classificació general
- 1950. 11è de la classificació general i vencedor d'una etapa
- 1951. Abandona (14a etapa)
- 1952. 27è de la classificació general i vencedor d'una etapa
- 1953. 14è de la classificació general
- 1954. 9è de la classificació general

### Resultats al Tour de França
- 1953. 6è de la classificació general. Vencedor de 2 etapes.  1r de la classificació per punts
- 1954. 3r de la classificació general
- 1956. Abandona (5a etapa)